# American History X-cellent
American History X-cellent, titulado Historia Americana Excelente en Hispanoamérica y Historia Americana X-celente en España, el decimoséptimo episodio de la vigesimoprimera temporada de la serie de animación Los Simpson. El guionista es Michael Price, mientras que el director del capítulo es Bob Anderson. Fue estrenado el 11 de abril de 2010 en Estados Unidos

## Sinopsis
El Sr. Burns celebra el 4 de julio en su forma típicamente despótica, utilizando a su fuerza laboral como mano de obra esclava para un pícnic. No está impresionado por sus esfuerzos, lo que lleva a que Lenny, Homer y Carl se emborrachen en su bodega y destruyan su estudio. Cuando Burns llama a la policía, no se centran en sus empleados, sino en el hecho de que posee arte robado en un infame (y tomado de la vida real) atraco del Museo Isabella Stewart Gardner en Massachusetts. Burns intenta sobornar para salir de la cárcel, pero es encarcelado, donde cambia sus caminos debido a la guía de un compañero de prisión, y por influencia significa literalmente succionar el mal de Burns y comérselo (tanto el personaje como su poder parodiando a John Café de la milla verde por Stephen King). Smithers se pone a cargo de la planta en su ausencia, donde inicialmente demuestra una mejora sobre Burns. Desafortunadamente, descubre a Homer, Lenny y Carl burlándose de él a sus espaldas en el bar, lo que lo convierte en un tirano mucho peor y los tres amigos lanzan una misión para sacar a Burns de la penitenciaría. Pero, ¿Burns quiere volver a sus viejas costumbres?
Mientras tanto, Bart y Lisa se fueron a sus propios dispositivos porque Homer está muy ocupado en la planta nuclear, reacio a colaborar para cuidar una granja de hormigas; cuando una pelea entre ellos da como resultado que todas las hormigas menos una sean devoradas por Santa's Little Helper, ellos cuidan especialmente a Annie, la única sobreviviente, y deben elegir entre dejarla vivir en la naturaleza o mantenerla en cautiverio.
- Datos: Q588112